# Томмі Моррісон
Томмі Девід Моррісон (англ. Tommy David Morrison; 2 січня 1969, Грейвет, Арканзас — 1 вересня 2013, Омаха, Небраска) — американський професійний боксер (з 1988 по 1996), чемпіон у важкій вазі за версією WBO (1993). У 1996 залишив боксерську кар'єру через позитивний результат аналізу на ВІЛ. Також відомий як актор; у 1990 знявся у кінострічці Роккі 5 у ролі боксера Томмі Ганна.
У 2007 зробив спробу повернутися в бокс — після того, як у липні 2006 повторний аналіз крові показав відсутність в організмі ВІЛ. У серпні 2013 мати Моррісона повідомила, що її син хворий на СНІД, до того ж перебуває на фінальній стадії захворювання. Помер у віці 44 років від септичного шоку, поліорганної недостатності та зупинки серця. Під час аутопсії наявність ВІЛ, однак, не підтвердилася.

## Життєпис
Народився в сім'ї Діани та Тімоті Моррісона; батько був будівельником на пенсії. За лінією матері мав індіанські корені (належав до племен понка та ото), за лінією батька — шотландські.. Ріс та виховувався в окрузі Делавер, штат Оклахома, більшу частину свого життя провів у місті Джей у тому ж штаті. Був далеким кровним родичем голівудської кінозірки Джона Вейна, через що отримав прізвисько «Герцог» (англ. The Duke). Старший брат Томмі, Тім Моррісон-молодший, був також боксером і брав участь у змаганнях National Golden Gloves (Ноксвілл, штат Теннесі), дійшовши до чвертьфіналу; у дебютному поєдинку на професійному ринзі Тім програв боксеру Оліверу Макколу.
У тринадцятирічному віці Томмі, підробивши документи, взяв участь у п'ятнадцяти тестових поєдинках з боксу серед аматорів (мінімальний вік учасників мав складати 21 рік), з яких програв лише один. У 1988, закінчивши середню школу, отримав запрошення грати в університетській команді з американського футболу за Emporia State University. В тому ж році виграв регіональні змагання Golden Gloves у Канзасі та подав заявку на участь у National Golden Gloves у місті Омаха (штат Небраска).

## Боксерська кар'єра
Професійну боксерську кар'єру Томмі Моррісон розпочав 10 листопада 1988 у Нью-Йорку, нокаутувавши Вільяма Мухаммада.
У 1989 під час поєдинків здобув дев'ятнадцять перемог, більшу частину (п'ятнадцять) з яких — нокаутом. 18 жовтня 1991 вперше отримав шанс позмагатися за титул чемпіона світу за версією WBO. Під час поєдинку, однак, програв у п'ятому раунді Рею Мерсеру, який відправив Томмі в нокаут. До цього моменту Моррісон виграв 28 боксерських поєдинків підряд.
У 1992 отримав шість перемог; серед переможених ним суперників — Джо Хіпп, який згодом став першим корінним американцем, що здобув титул чемпіона світу у важкій вазі.
6 липня 1993 відбувся найважливіший в кар'єрі поєдинок, у результаті якого Моррісон переміг легенду професійного боксу Джорджа Формена й таким чином здобув з другої спроби титул чемпіона світу у важкій вазі за версією WBO. Проте вже майже через п'ять місяців Моррісон втратив титул, програвши Майклу Бенту. Останнім поясом у боксерській кар'єрі був малозначущий титул за версією IBC, який Моррісон здобув у 1995, перемігши Донована Раддока, і втратив через чотири місяці, програвши Ленноксу Льюїсу.
15 лютого 1996 був вимушений перервати боксерську кар'єру, оскільки аналізи підтвердили у нього наявність ВІЛ. У 2007 повернувся на ринг і переміг нокаутом у другому раунді Джона Касла. Через рік провів свій останній поєдинок, перемігши Мета Вейсгаара. Загалом під час спортивної кар'єри Моррісон провів 368 поєдинків (включаючи аматорські), з яких виграв 343 (315 — нокаутом), 24 завершив поразкою й лише один завершився нічиєю.

## Акторська кар'єра

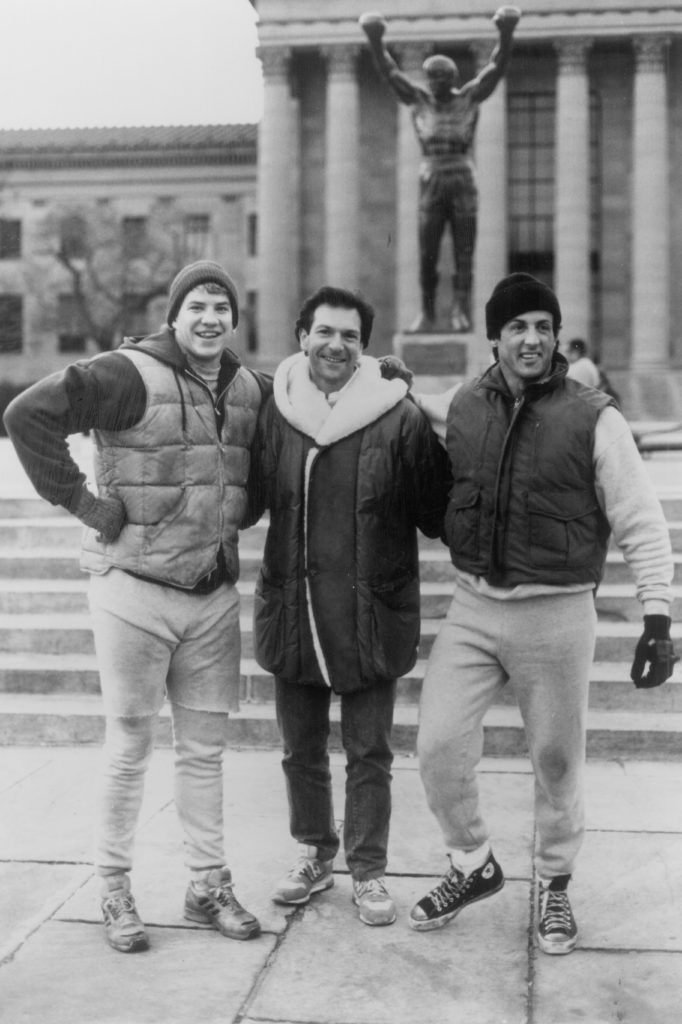
Томмі Моррісон (ліворуч), Стів Лотт і Сільвестр Сталлоне, 6 червня 1990

Вперше на кіноекрані Моррісон з'явився у 1988 у стрічці Джона Карпентера Вони живі (англ. They Live), знятій у жанрі наукової фантастики. У ній Моррісон зіграв бійця руху опору на ім'я Дейв. Боксерські поєдинки Моррісона надихнули Сильвестра Сталлоне написати сценарій фільму Роккі-5, який вийшов у 1990-му; у ньому Моррісон зіграв боксера Томмі Ганна. З'явився він також у ролі Лео в одному з епізодів ситкому Сибіл, знятому компанією CBS, у 1996, під назвою Навчаючи Зої (англ. Educating Zoey) з Сібілл Шеперд, кримінальній драмі Трійка з Західного Мемфісу (англ. West Memphis Three) та фільмі Walk On (2005).

## Приватне життя
У Томмі Моррісона залишилося двоє синів — Трей Ліппе (*27 вересня 1989) та Джеймс Маккензі Вітт (*18 липня 1990). Був одружений тричі: з 1996 по 2000 — з Дон Фрімен (англ. Dawn Freeman), з 2001 по 2011 — з Дон Гілберт (англ. Dawn Gilbert), з 2011 по 2013 — з Трішею Гардінг. Проживав у Вайт Каунті (англ. White County), штат Теннесі.
Протягом 1990-х та на початку 2000-х Моррісон вчинив ряд правопорушень: у грудні 1993 побив студента з Університету Айови, за що був вимушений виплатити йому компенсацію у розмірі 310 доларів; у жовтні 1996 транспортував у місті Джей заряджену вогнепальну зброю, за що отримав шість місяців умовно та був вимушений виплатити штраф у розмірі 100 доларів; у вересні 1999 був засуджений на два роки умовно через інцидент, що трапився двома роками раніше, внаслідок якого з його провини було поранено троє людей; 16 вересня 1999 поліція знайшла в машині Моррісона наркотики та зброю, через що 14 січня 2000 він був засуджений до двох років ув'язнення.. 3 квітня 2002 отримав ще один рік увязнення за порушення своїх зобовязань після виходу з в'язниці.

## Смерть
У 1996 у Моррісона був виявлений ВІЛ, хоча діагноз підтверджувався не завжди. У січні 2007 Моррісон вчетверте пройшов тест на ВІЛ, який так само, як і попередні, не показав наявності вірусу. Томмі Моррісон помер 1 вересня 2013 в медичному центрі Омахи (Небраска). Причиною смерті стала зупинка серця, викликана поліорганною недостатністю, яку, в свою чергу, спровокував септичний шок, спровокований синьогнійною паличкою.
Похований на цвинтарі Батлер Крік (англ. Butler Creek Cemetery) (Арканзас).

## Поєдинки
| No. | Результат | Рахунок | Супротивник      | Тип | Раунд, час   | Дата              | Місце проведення                                                | Нотатки                                |
| --- | --------- | ------- | ---------------- | --- | ------------ | ----------------- | --------------------------------------------------------------- | -------------------------------------- |
| 52  | Перемога  | 48–3–1  | Мет Вейсгаар     | TKO | 3 (6), 1:40  | 9 лютого 2008     | Domo de la Feria, Леон, Мексика                                 |                                        |
| 51  | Перемога  | 47–3–1  | Джон Касл        | TKO | 2 (6), 1:49  | 22 лютого 2007    | Mountaineer Casino Racetrack and Resort, Західна Вірджинія, США |                                        |
| 50  | Перемога  | 46–3–1  | Маркус Роде      | TKO | 1 (10), 1:38 | 3 листопада 1996  | Tokyo Bay NK Hall, Ураясу, Японія                               |                                        |
| 49  | Поразка   | 45–3–1  | Леннокс Льюїс    | TKO | 6 (12), 1:22 | 7 жовтня 1995     | Convention Hall, Атлантік Сіті, Нью-Джерсі, США                 | Втратив чемпіонський титул             |
| 48  | Перемога  | 45–2–1  | Донован Раддок   | TKO | 6 (12), 2:55 | 10 червня 1995    | Municipal Auditorium, Канзас Сіті, Міссурі, США                 | Став чемпіоном за версією IBC          |
| 47  | Перемога  | 44–2–1  | Террі Андерсон   | KO  | 7 (10), 1:34 | 1 травня 1995     | Brady Theater, Талса, Оклахома, США                             |                                        |
| 46  | Перемога  | 43–2–1  | Марсель Браун    | KO  | 3 (10), 2:18 | 5 березня 1995    | Civic Assembly Center, Оклахома, США                            |                                        |
| 45  | Перемога  | 42–2–1  | Кен Мерріт       | TKO | 1 (10), 2:41 | 7 лютого 1995     | State Fair Arena, Оклахома, США                                 |                                        |
| 44  | Нічия     | 41–2–1  | Росс П'юріті     | SD  | 10           | 28 липня 1994     | Convention Hall, Атлантік Сіті, Нью-Джерсі, США                 |                                        |
| 43  | Перемога  | 41–2    | Шерман Гріффін   | UD  | 10           | 24 травня 1994    | Brady Theater, Талса, Оклахома, США                             |                                        |
| 42  | Перемога  | 40–2    | Браян Скотт      | TKO | 2 (10), 1:37 | 27 березня 1994   | Expo Square Pavilion, Талса, Оклахома, США                      |                                        |
| 41  | Перемога  | 39–2    | Туі Тойя         | KO  | 3 (10), 2:13 | 20 лютого 1994    | Belle Casino, Міссісіпі, США                                    |                                        |
| 40  | Поразка   | 38–2    | Майкл Бент       | TKO | 1 (12), 1:33 | 29 жовтня 1993    | Tulsa Convention Center, Оклахома, США                          | Втратив чемпіонський титул             |
| 39  | Перемога  | 38–1    | Тім Томашек      | RTD | 4 (12), 3:00 | 30 серпня 1993    | Kemper Arena, Канзас Сіті, Міссурі, США                         | Захистив чемпіонський титул            |
| 38  | Перемога  | 37–1    | Джордж Формен    | UD  | 12           | 7 липня 1993      | Thomas & Mack Center, Парадіз, Невада, США                      | Став чемпіоном за версією WBO          |
| 37  | Перемога  | 36–1    | Ден Мерфі        | TKO | 3 (10), 1:10 | 30 березня 1993   | Kemper Arena, Канзас Сіті, Міссурі, США                         |                                        |
| 36  | Перемога  | 35–1    | Карл Вільямс     | TKO | 8 (10), 2:10 | 16 січня 1993     | Reno-Sparks Convention Center, Рено, Невада, США                |                                        |
| 35  | Перемога  | 34–1    | Маршал Тілман    | TKO | 1 (10), 2:23 | 12 грудня 1992    | America West Arena, Фенікс, Аризона, США                        |                                        |
| 34  | Перемога  | 33–1    | Джо Хіпп         | TKO | 9 (10), 2:47 | 27 липня 1992     | Bally's Reno, Невада, США                                       |                                        |
| 33  | Перемога  | 32–1    | Арт Такер        | TKO | 2 (10), 1:12 | 14 травня 1992    | Broadway by the Bay Theater, Атлантік Сіті, Нью-Джерсі, США     |                                        |
| 32  | Перемога  | 31–1    | Кіммуель Одум    | TKO | 3 (10), 1:50 | 23 квітня 1992    | Foxwoods Resort Casino, Коннектикут, США                        |                                        |
| 31  | Перемога  | 30–1    | Джеррі Голстед   | TKO | 5 (10), 0:30 | 20 березня 1992   | Caesars Palace, Парадіз, Невада, США                            |                                        |
| 30  | Перемога  | 29–1    | Боббі Кворі      | TKO | 2 (10), 1:29 | 16 лютого 1992    | Las Vegas Hilton, Невада, США                                   |                                        |
| 29  | Поразка   | 28–1    | Рей Мерсер       | TKO | 5 (12), 0:28 | 18 жовтня 1991    | Convention Hall, Атлантік Сіті, Нью-Джерсі, США                 | Бій за чемпіонський титул (версія WBO) |
| 28  | Перемога  | 28–0    | Ладіслао Міянгос | TKO | 1 (10), 1:40 | 27 червня 1991    | Bally's Las Vegas, Парадіз, Невада, США                         |                                        |
| 27  | Перемога  | 27–0    | Юрій Ваулін      | TKO | 5 (10), 2:06 | 19 квітня 1991    | Convention Hall, Атлантік Сіті, Нью-Джерсі, США                 |                                        |
| 26  | Перемога  | 26–0    | Пінклон Томас    | RTD | 1 (10), 3:00 | 19 лютого 1991    | Kemper Arena, Канзас Сіті, Міссурі, США                         |                                        |
| 25  | Перемога  | 25–0    | Джеймс Тілліс    | TKO | 1 (8), 1:51  | 11 січня 1991     | Etess Arena, Атлантік Сіті, Нью-Джерсі, США                     |                                        |
| 24  | Перемога  | 24–0    | Майк Ейсі        | TKO | 1 (6), 1:35  | 8 листопада 1990  | Bally's Las Vegas, Невада, США                                  |                                        |
| 23  | Перемога  | 23–0    | Джон Мортон      | TKO | 5 (6), 1:49  | 4 жовтня 1990     | Etess Arena, Нью-Джерсі, США                                    |                                        |
| 22  | Перемога  | 22–0    | Чарльз Вулард    | KO  | 2            | 9 червня 1990     | Memorial Hall, Канзас, США                                      |                                        |
| 21  | Перемога  | 21–0    | Кен Лакуста      | UD  | 6            | 7 грудня 1989     | The Mirage, Невада, США                                         |                                        |
| 20  | Перемога  | 20–0    | Лоренцо Кенеді   | UD  | 6            | 3 листопада 1989  | South Mountain Arena, Нью-Джерсі, США                           |                                        |
| 19  | Перемога  | 19–0    | Чарльз Гостеттер | KO  | 1            | 26 жовтня 1989    | Kemper Arena, Міссурі, США                                      |                                        |
| 18  | Перемога  | 18–0    | Гаррі Террел     | KO  | 1 (6), 2:59  | 17 жовтня 1989    | Arizona State Fair, Аризона, США                                |                                        |
| 17  | Перемога  | 17–0    | Девід Джейко     | KO  | 1 (6), 0:37  | 19 серпня 1989    | Veterans Memorial Coliseum, Флорида, США                        |                                        |
| 16  | Перемога  | 16–0    | Рік Еніс         | TKO | 1 (6), 2:45  | 5 серпня 1989     | Harrah's Lake Tahoe, Невада, США                                |                                        |
| 15  | Перемога  | 15–0    | Джессі Шелбі     | TKO | 2 (6), 1:55  | 22 серпня 1989    | Showboat, Атлантік Сіті, Нью-Джерсі, США                        |                                        |
| 14  | Перемога  | 14–0    | Майк Робінсон    | TKO | 2 (6)        | 8 серпня 1989     | Bally's Park Place, Атлантік Сіті, Нью-Джерсі, США              |                                        |
| 13  | Перемога  | 13–0    | Аарон Браун      | UD  | 6            | 3 липня 1989      | Атлантік Сіті, Нью-Джерсі, США                                  |                                        |
| 12  | Перемога  | 12–0    | Стів Зускі       | UD  | 4            | 25 червня 1989    | Convention Hall, Атлантік Сіті, Нью-Джерсі, США                 |                                        |
| 11  | Перемога  | 11–0    | Ріккі Нельсон    | TKO | 2 (6)        | 11 червня 1989    | Trump Plaza Hotel and Casino, Атлантік Сіті, Нью-Джерсі, США    |                                        |
| 10  | Перемога  | 10–0    | Майк Макгрейді   | TKO | 1, 1:19      | 14 травня 1989    | Trump Plaza Hotel and Casino, Атлантік Сіті, Нью-Джерсі, США    |                                        |
| 9   | Перемога  | 9–0     | Лоренцо Бойд     | TKO | 2            | 22 квітня 1989    | Канзас, США                                                     |                                        |
| 8   | Перемога  | 8–0     | Алан Джеймісон   | KO  | 1            | 29 березня 1989   | Канзас, США                                                     |                                        |
| 7   | Перемога  | 7–0     | Лі Мур           | KO  | 2            | 24 лютого 1989    | Convention Hall, Нью-Джерсі, США                                |                                        |
| 6   | Перемога  | 6–0     | Треор Алі        | TKO | 4 (6), 0:53  | 9 лютого 1989     | Felt Forum, Нью-Йорк, США                                       |                                        |
| 5   | Перемога  | 5–0     | Майк Фоулі       | KO  | 1            | 24 січня 1989     | Four Seasons Arena, Монтана, США                                |                                        |
| 4   | Перемога  | 4–0     | Елвін Еванс      | KO  | 1            | 17 січня 1989     | Premier Center, Мічиган, США                                    |                                        |
| 3   | Перемога  | 3–0     | Джо Адамс        | KO  | 1            | 12 січня 1989     | Оклахома, США                                                   |                                        |
| 2   | Перемога  | 2–0     | Тоні Дьюар       | KO  | 1, 0:41      | 30 листопада 1988 | Cobo Hall, Детройт, США                                         |                                        |
| 1   | Перемога  | 1–0     | Вільям Мухаммад  | TKO | 1 (4)        | 10 листопада 1988 | Felt Forum, Нью-Йорк, США                                       |                                        |

## Фільми та серіали
- They Live (1988)
- Роккі-5 (1990)
- Сибіл (1996)
- Трійка з Західного Мемфісу (2005)
- Walk On (2005)